# Ketabang
Ketabang is een bestuurslaag in het regentschap Soerabaja van de provincie Oost-Java, Indonesië. Ketabang telt 5685 inwoners (volkstelling 2010).